# Ми, Перша бригада
Ми, Перша бригада («Легіони») — пісня 1-ї бригади польських легіонів під командуванням Юзефа Пілсудського . З 2007 року офіційна репрезентативна пісня Війська Польського .
Існує кілька версій тексту пісні.

## Історія
Мелодією «Першої бригади» стала мелодія 10-го Келецького Маршу автором якої став Анджей Бжухаль-Сікорський відомий як диригент оркестра бригади Кельце, став на цю посаду у 1905 році, згодом і оркестра тієї Першої бригади. Саме він і став першим виконавцем пісні Перша Бригада.
Коли 10 вересня 1914 року. Анджей Бжухал-Сікорський та оркестр келецької пожежної команди вступив до лав вояків Юзефа Пілсудського, Келецький марш № 10 почав супроводжувати стрільців і легіонерів.
У своїх спогадах про ті роки офіцер-легіонер Зигмунт Помаранський стверджує:
Перед битвою під Ловчувеком, за кілька днів до Різдва 1914 року, наш оркестр, що складався з пожежників-добровольців з регіону Кельце, зіграв нам марш, який тоді ще не був відомий. Мелодія справила на нас величезне враження; ми ще не знали слів до неї, але сила тонів, що лунали з неї, пов'язана з реальністю майбутньої битви, була нам близька. Під враженням ми почули, як командир батальйону поручник Станіслав Бурґардт-Букацький наказав. — «Багнети до зброї» і, під враженням від неї, ми пішли в атаку.
Слова «Першої бригади» на мелодію Кельнського маршу були написані спонтанно, в казармах та окопах. Після 1925 року було встановлено, що перша основна версія тексту була написана влітку 1917 року у потязі, що перевозив інтернованих легіонерів до Щипйорно, та у самому таборі. Зрештою, наприкінці 1930-х років арбітражний суд при Військово-історичному інституті постановив, що автором перших трьох строф був літератор, полковник Анджей Халацінський, а автором шести строф — офіцер Легіону Тадеуш Бєрнацький. У перші роки після Першої світової війни Анджей Халацінський не визнавав авторства слів пісні, але згодом заявив про це публічно та надав докази того, що саме він є її автором.
У післявоєнні роки «Ми, Перша бригада» вважали майже за національний гімн вояків маршала Пілсудського. Коли в 1926—1927 роках почалася дискусія про те, яку з популяних пісень вважати державним гімном, була і пропозиця об'єднати Мазурека Домбровського з «Першою Бригадою».
За деякими думками, частина пісні:
 
(пол.)
Krzyczeli, żeśmy stumanieni, Nie wierząc nam, że chcieć — to móc!
Laliśmy krew osamotnieni, A z nami był nasz drogi Wódz!
(укр.)
Вони кричали, що ми тупі, Не вірячи нам, що хотіти — це уміти!
Ми проливали кров на самоті, І з нами був наш дорогий вождь!
може стосуватися невдалої спроби розпочати повстання в 1914 році в Польській державі. Акція не зустріла жодного настрою у населення і Перша кадрова рота була вимушена відійти.
По рішенню 23 березня 1937 року міністр релігійних віросповідань і громадської освіти Войцех Алойзі Свєнтославський установив єдиний текст пісні «Pierwsza Brygada», яка тоді була обов'язковою для всіх шкіл Польської держави.
14 серпня 2007 року міністр національної оборони визнав марш «My Pierwsza Brygada» репрезентативною піснею Війська Польського.

## Виступи
Пісня ставала основою для інших військових творів, якими були «Марш 3-го батальйону стрільців» 3-го батальйону сяноцьких стрільців (бл. 1918—1919), пісня польських військових моряків (бл. 1923 р).
Також пісню використовували у кінопродукції.